# Піка (масть)
Піка (фр. pique, нім. Pik — «спис»), також вино — чорна масть в картковій колоді у вигляді наконечника списа.
У преферансі, вінті та багатьох інших іграх піка вважається наймолодшою, першою по порядку мастю в колоді, в бриджі — найстаршою.
У літературі відомий твір О. С. Пушкіна «Винова краля» (рос. Пиковая дама).

## Коди символу масті при наборі текстів
Юнікод — U+2660 і U+2664
♠ ♤
HTML — &#9824; (або &spades;) і &#9828;
♠ ♤

## Зразки карт

Туз
2
3
4
5
6
7
8
9
10
Валет
Дама
Король